# Mummenschanz Maskentheater

Die Gründungsmitglieder von Mummenschanz 1974: Bernie Schürch, Floriana Frassetto, Andres Bossard (von links)

Mummenschanz ist eine im Jahr 1972 gegründete Schweizer Maskentheatergruppe, die vor allem durch eine fast dreijährige Spieldauer am Broadway in New York in den USA, der Schweiz, aber auch rund um die Welt bekannt wurde.

## Geschichte

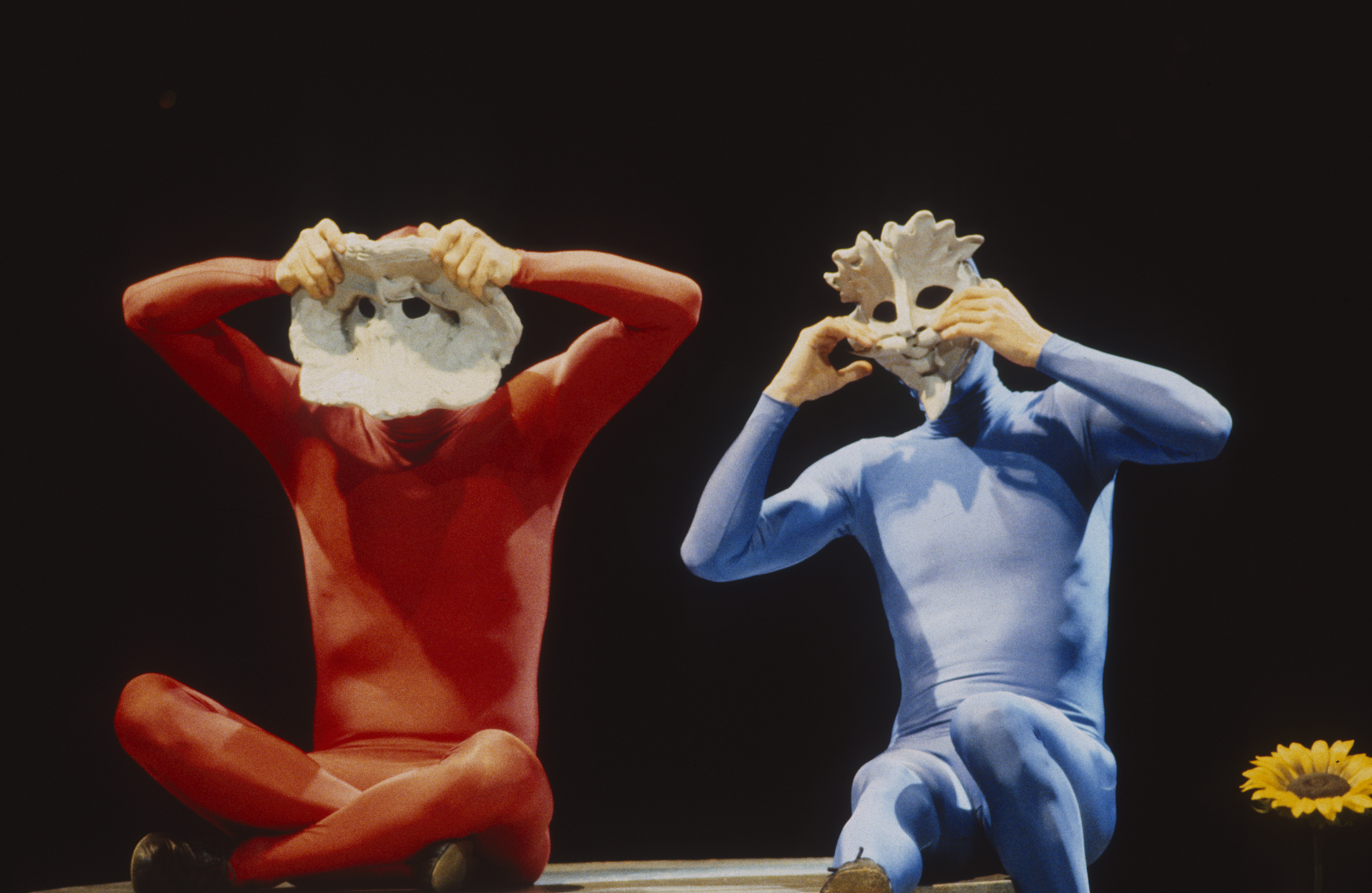
1988 im Circus Knie

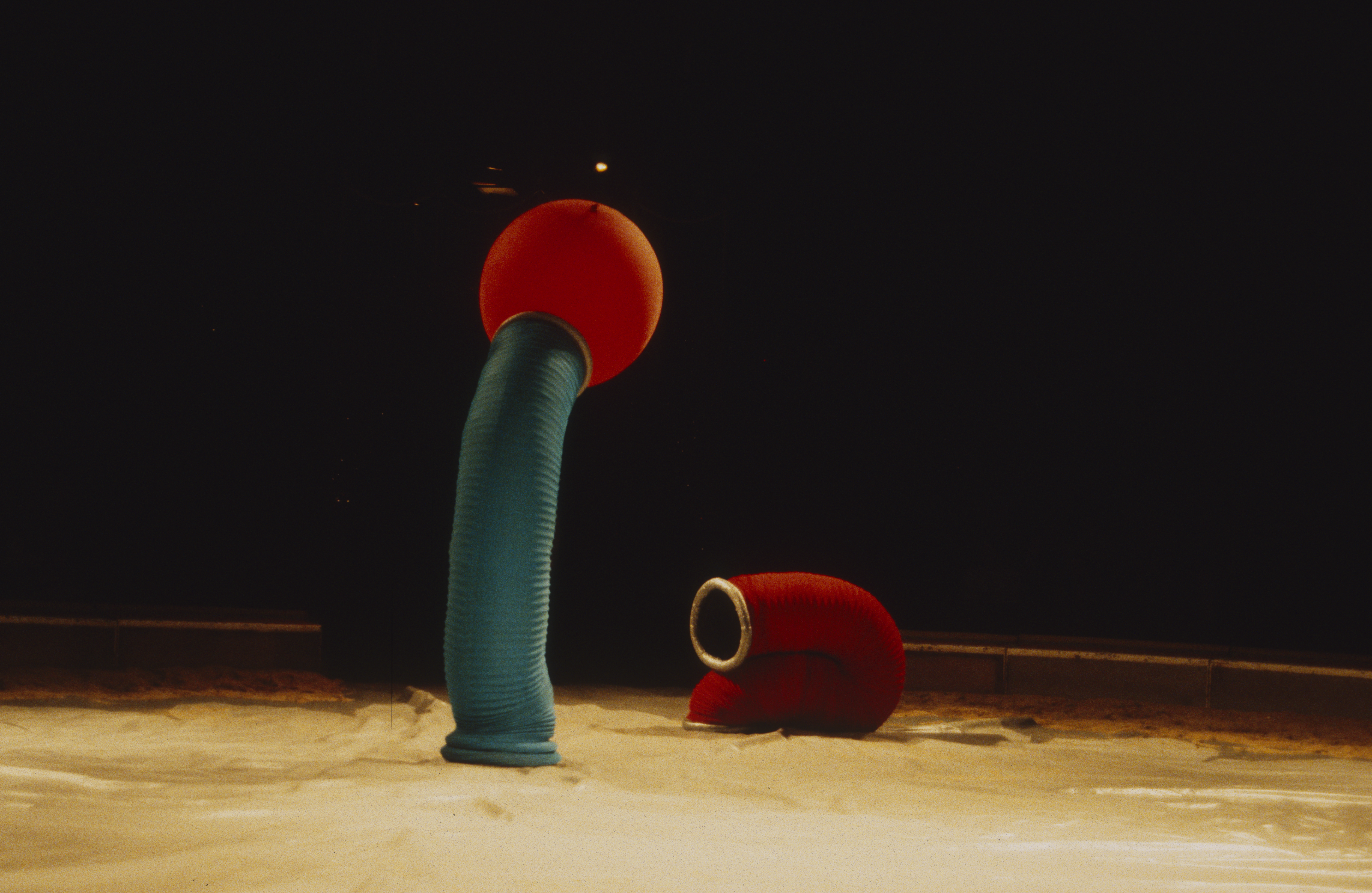
1988 im Circus Knie

An der École Jacques Lecoq, einer Bewegungs- und Maskentheaterschule in Paris, lernten sich Andres Bossard (* 9. August 1944; † 15. März 1992) und Bernie Schürch (* 3. August 1944) kennen. Es folgten Stationen als Strassentheaterkünstler und Unterhalter auf einem Kreuzfahrtschiff und in Ferienclubs mit noch gesprochenen Nummern. 1972 lernten die beiden Floriana Frassetto (* 9. Dezember 1950) kennen und gründeten die Gruppe Mummenschanz. Sie entwickelten ihren einzigartigen Stil, der über traditionelle Formen der Pantomime weit hinausgeht. «Wir haben gesehen, dass wir mit Deutsch niemals von unserer Arbeit leben können. Wir mussten eine internationale Sprache finden - und das ist die Körpersprache», sagt Schürch. Bei einer ersten Tournee in der Schweiz blieb der Erfolg aus. 1973 konnte Mummenschanz in den USA auftreten. Nach einigen Tourneen und Fernsehauftritten, wie in der «Muppet Show», wurde der Traum vom Broadway 1977 wahr: im Bijou-Theater in New York zeigten sie während drei Jahren über 3'000 Vorstellungen. Später tourten die drei Gründer durch die Welt, während ihre Stellvertreter in New York spielten. So waren bis zu sieben Besetzungen gleichzeitig unterwegs.
Als 1992 Andres Bossard an Aids starb, pausierten Schürch und Frassetto. Danach entschieden sie sich weiterzumachen. Mit neuen Darstellern wagten sie sich 1999 an das neue Programm «Next».
2011 gewann das Ensemble den Jurypreis des Arosa Humor-Festivals, den Arosa Humorfüller. Auch der SwissAward 2011 Kultur ging an Mummenschanz. 2012 wurde Mummenschanz mit dem Prix Walo 2011 für die beste Bühnenproduktion ausgezeichnet.
Anfang 2012 stiess der Zürcher Tänzer und Choreograph Philipp Egli neu zu Mummenschanz, da Gründungsmitglied Bernie Schürch am 17. Juni 2012 mit fast 68 Jahren von der Bühne abtrat. Im Jahr 2015 setzte sich der Verjüngungsprozess der Gruppe fort: Zwei junge Schweizer Nachwuchskünstler wurden in die wortlose Kunst eingeführt und im Sommer 2016 durch zwei weitere Darsteller ergänzt. Ab 1. Dezember 2016 war Mummenschanz mit der neuen Show «you & me» unterwegs. Dieses Programm sahen in den Jahren 2016 bis 2018 alleine in der Schweiz über 100'000 Zuschauer. Die Gruppe tourte 2018 durch die USA, spielten ein längeres Gastspiel in New York und war in Kairo, Madrid, Taiwan sowie verschiedenen deutschen Städten.
2022 feiert Mummenschanz das 50-Jahr-Jubiläum mit der neuen Show "50 Years". Die Premiere fand am 10. Dezember 2021 in Zürich statt. Die Schweizer Tournee dauerte sieben Monate. Gespielt wurden 102 Vorstellungen in 27 Städten.

## Aktuelle Mitglieder
Die aktuellen Mitglieder von Mummenschanz sind:
- Floriana Frassetto, Mummenschanz-Gründungsmitglied, Künstlerische Leitung, Darstellerin
- Tess Burla, Darstellerin
- Manuel Schunter, Darsteller
- Christa Barrett, Darstellerin
- Kevin Blaser, Darsteller
- Samuel Müller, Darsteller
- David Labanca, Darsteller
- Sarah Lerch, Darstellerin
- Eric William Sauge, Technische Leitung/Lichtgestaltung
- Marc Reinhardt, Managing Director

## Würdigungen
Aus Anlass des 50-Jahr-Jubiläums erschien ein neues Buch von Roy Oppenheim über die Geschichte der Truppe. Auch die Schweizerische Post ehrte Mummenschanz zum Jubiläum durch eine von Janine Aebischer gestaltete Briefmarke.